# Game Room
Game Room — игровой сервис для Xbox 360 и ПК Windows. Запущенный 24 марта 2010 года через сервис цифровой дистрибуции Games on Demand, Game Room позволяет игрокам загружать классические видеоигры, которые вышли в 70-х, 80-х годах прошлого века на игровых автоматах и консолях Atari 2600 и Intellivision, и играть друг с другом ради высокого счета и достижений. Игроки обеих платформ: Xbox 360 и ПК (Windows) могут играть друг с другом в Game Room через сервисы (Xbox Live и Games for Windows — Live).
Серверы закрылись 31 октября 2017 года.

## Список игр включенных в Game Room
Игровые автоматы:
- Asteroids Deluxe (Atari)
- Battlantis (Konami)
- Centipede (Atari)
- Crystal Castles (Atari)
- Finalizer (Konami)
- Gravitar (Atari)
- Jungler (Konami)
- Lunar Lander (Atari)
- Red Baron (Atari)
- Road Fighter (Atari)
- Scramble (Konami)
- Shao-lin’s Road (Konami)
- Super Cobra (Konami)
- Tempest (Atari)
- Tutkanham (Konami)

Intellivision:
- Armor Battle
- Astrosmash
- Football
- Mountain Madness Super Pro Skiing
- Sea Battle
- Space Armada
- Space Hawk
- Sub Hunt

Atari 2600:
- Adventure
- Combat
- Millipede
- Outlaw
- RealSports Tennis
- Star Raiders
- Yars' Revenge